# Mentale gezondheid
Mentale gezondheid, ook genoemd psychische of geestelijke gezondheid, is een onderdeel van de algehele gezondheid. Het heeft betrekking op welzijn op cognitief, emotioneel, gedragsmatig en sociaal vlak. Mentale gezondheid heeft geen eenduidige definitie, want die hangt af van culturele normen, en voortschrijdende kennis en theorieën. In Nederland kwamen het Trimbos-instituut en RIVM na een Delphistudie wel tot deze definitie:
Mentale gezondheid is de manier waarop je je verhoudt tot jezelf en tot anderen en hoe je omgaat met de uitdagingen in het dagelijks leven. Tegelijkertijd gaat het ook over hoe jij en anderen in de samenleving dit ervaren.
Een goede mentale gezondheid stelt mensen in staat hun potentieel te vervullen, met stress om te gaan, te werken, en een bijdrage te leveren aan de samenleving. Het zorgt ervoor dat men positiever in het leven staat, beter functioneert, met tegenslagen kan omgaan en zich verbonden voelt met anderen. Mensen met een goede mentale gezondheid blijven langer gezond, en herstellen sneller als ze ziek zijn. Ruim 4 op de 10 Nederlanders krijgen in hun leven te maken met mentale problemen. De meest kwetsbare groepen zijn mensen met precair werk, jongeren, en mensen die zowel drugs- als psychische problemen hebben.

## Invloeden
Goed voor de mentale gezondheid is een gezonde leefstijl, lichaamsbeweging, goede nachtrust, en voldoende ontspanning. Beweging, zoals sporten, kan ook bijdragen aan meer zelfvertrouwen en zorgen voor minder stress of depressieve gevoelens. Ook nuttig is het aangaan van positieve sociale relaties, bijvoorbeeld met ouders, vrienden of klasgenoten. Positieve invloed heeft tevens cultuurparticipatie in het algemeen, alsook deelname aan culturele activiteiten, zoals schilderen, zingen of meedoen aan een toneelstuk. Verder is het zinvol om gezond te eten, en een balans te vinden tussen wat energie kost en wat juist energie geeft. Op het werk kunnen kleine aanpassingen van de fysieke werkplek al positieve impact hebben op de mentale gezondheid van werknemers.
Daarentegen kunnen alcoholgebruik en roken nadelige effecten hebben op de mentale gezondheid. Ook lichamelijke klachten hebben een negatieve invloed erop. Brock Chisholm, de eerste directeur-generaal van de Wereldgezondheidsorganisatie (WHO) benadrukte al in 1954 dat fysieke en mentale gezondheid nauw met elkaar verbonden zijn. Bij het helpen van een naaste met mentale problemen kan men ook zelf mentale problemen krijgen, zoals stress en machteloosheid. Mensen die werken hebben vaker problemen met hun mentale gezondheid.
Het is belangrijk om te praten over mentale gezondheid. Al is praten over dat het niet goed gaat een beetje een taboe. Er heerst nog een gebrek aan openheid over het onderwerp. Nederland heeft zich sinds 2023 aangesloten bij de jaarlijkse European Mental Health Week, die als "Week van de mentale gezondheid" plaatsvindt in de eerste week van juni. Die week werd in het leven geroepen om bewustzijn te creëren rondom het belang van mentale gezondheid, en om aandacht te zoeken voor mentale problemen. Het doel ervan is het mentaal (veer)krachtiger maken van Nederland.

## Epidemiologie
Vóór de coronapandemie hadden volgens de OESO ruim 1 op de 6 mensen in de Europese Unie te lijden onder mentale gezondheidsproblemen; met name angst en depressie, gevolgd door alcohol- en drugsverslavingen, bipolaire stoornissen en schizofrenie. Het uitbreken van de Russisch-Oekraïense Oorlog zorgde voor een verslechtering van de mentale gezondheid in Europa. Uit een Eurobarometer-enquête van juni 2023 bleek dat bijna 1 op de 2 mensen het afgelopen jaar emotionele of psychosociale problemen had ondervonden. In juni 2024 ging het beter met de wereldwijde mentale gezondheid; vergelijkbaar met hoe die ervoor stond voor de coronapandemie.

## Jongeren

### Nederland
Veel Nederlandse jongeren hebben last van mentale problemen. Jongvolwassen vrouwen en meisjes in het voortgezet onderwijservaren in 2023 daarbij ongeveer 50% vaker problemen dan jongens, hoewel het aantal jongens met problemen wel een toename kent  In mei 2024 had ruim 1 op de 3 jongeren last van mentale klachten. Ongeveer 15 procent heeft wel eens suïcidale gedachten. Bij jongeren onder de dertig jaar is zelfdoding de meest voorkomende doodsoorzaak, gestegen van 243 in 2013 naar 300 in 2023. Bijna de helft van de jongeren voelde zich in 2023 enigszins tot sterk eenzaam. De mentale problemen komen voort uit hoge druk door schoolwerk, de oorlog in Oekraïne, en de klimaatcrisis. Ook is hun economische positie verslechterd, zijn ze minder goed beschermd tegen het verlies van werk en inkomen, hebben ze meer studieschuld, en zijn ze steeds meer afhankelijk van dure huurwoningen in de private sector. Ook de de lockdowns tijdens de coronacrisis worden vaak genoemd als veroorzaker van mentale klachten bij jongeren. Echter, een uitgebreide studie uit 2025 bleek dat er geen verschil te zien was in de  mentale gezondheid bij jongeren vóór en tijdens de pandemie’.

### Internationaal
Wereldwijd hebben met name meisjes last van slapeloosheid, hoofdpijn, depressiviteit, buikpijn, slaapproblemen, en neerslachtigheid. In 2023 had 48 procent van hen concentratieproblemen, 46 procent emotionele problemen, en 75 procent psychosomatische klachten. Het aantal meisjes dat meer dan één keer per week last heeft van psychosomatische klachten steeg, in landen die aan een WHO-onderzoek meededen, vanaf 2017 met 13 procent tot 56 procent in 2022.